# 鄭恭 (天順進士)
鄭恭（1431年—？），字思敬，山西平陽府曲沃縣人，明朝政治人物。進士出身。

## 生平
山西鄉試第五十七名。天順八年（1464年）甲申科會試第一百五十五名，殿試登進士第三甲第二十五名。

## 家族
曾祖鄭待用，贈推官。祖父鄭談，曾任推官。父亲鄭瑄。